# Královský řád svatých Cyrila a Metoděje
Královský řád svatých Cyrila a Metoděje (bulharsky: Царски Орден на Кирил и Методий) bylo nejvyšší státní vyznamenání Bulharského carství založené carem Ferdinandem I. Bulharským v roce 1909. Bulharský panovník byl také velmistrem řádu.

## Historie a pravidla udílení
Řád byl založen bulharským carem Ferdinandem I. Bulharským dne 18. května 1909. Založení bylo potvrzeno 21. února 1910 speciálním zákonem přijatým XIV. národním shromážděním. Pojmenován byl na počest slovanských misionářů Cyrila a Metoděje a také na památku vyhlášení nezávislosti Bulharska na Osmanské říši. Udílen byl v jediné třídě rytíře, ke které náležely insignie v podobě řetězu, stuhy a řádové hvězdy. Byl udílen pouze hlavám států a nejvyšším státním hodnostářům. Počet žijících bulharských příslušníků řádu byl omezen na patnáct, ale řád během jeho existence obdrželo pouze devět Bulharů. Navíc byl udělen 52 cizím státním příslušníkům, jejichž počet nebyl limitován.
Po pádu bulharské monarchie a vzniku Bulharské lidové republiky byl řád zrušen. V novém systému jej nahradil Řád Cyrila a Metoděje, v jehož názvu bylo v souladu s komunistickou doktrínou vypuštěno slovo svatých. K obnovení řádu pod názvem Řád svatých Cyrila a Metoděje došlo v roce 2003.
Bývalý bulharský car Simeon II., který po sesazení nepodepsal abdikaci,  řád i nadále považuje za svůj dynastický řád a sebe za jeho velmistra. Nosí jej při oficiálních příležitostech, jakou byla například svatba švédské korunní princezny Viktorie.

## Insignie
Řádový odznak měl tvar pozlaceného byzantského kříže se světle modře smaltovanými rameny. Mezi rameny byly červeně smaltované plameny se zlatou fleur-de-lis. Uprostřed kříže byl kulatý medailon s barevným vyobrazením Cyrila a Metoděje. Okolo medailonu byl zlatý kruh se smaltovaným nápisem EX ORIENTE LUX (světlo přichází z východu). Na zadní straně byl na tmavě červeně smaltovaném pozadí zlatý korunovaný královský monogram. Okolo monogramu byl zlatý kruh s datem založení řádu XVIII MAJUS MDCCCCIX (18. květen 1909).
Řádová hvězda měla tvar stříbrného maltézského kříže. Mezi rameny byly červeně smaltované plameny se zlatou královskou lilií. Uprostřed byl detailně vyobrazen seraf. Její vzhled byl inspirován řádovou hvězdou francouzského Řádu svatého Ducha.
Řádový řetěz byl vyroben z pozlaceného stříbra. Skládal se z 25 malých červeně smaltovaných článků obdélného tvaru s nepravidelným okrajem, na kterých se střídaly tři zlaté motivy. Jedním motivem byla fleur-de-lis, druhým bulharský lev a třetím královský monogram zakladatele řádu Ferdinanda I.
Stuha řádu byla světle oranžová.
Vzhled insignií z jednotlivých období se mírně lišil.
Řádový odznak se nosil buď na řetězu nebo na velké stuze spadající z ramene na protilehlý bok. Řádová hvězda byla nošena nalevo na hrudi.